# Езерский, Адам
А́дам Езе́рский (пол. Adam Jezierski, р. 11 июля 1990, Варшава) — испанский актёр польского происхождения. Больше всего известен своей ролью Горки Мартинеса в сериале «Физика или химия» телеканала Antena 3.

## Карьера
Вскоре после рождения сына семья Адама Езерского переехала из Польши в Испанию. Адам Езерский дебютировал в актёрской профессии, сыграв в фильмах «Мечты» в 2003 году, «Семь» в 2004 году и в телесериалах «Центральная больница» и «Cuéntame cómo pasó» в 2007. Также он играл в театре. С февраля 2008 года Езерский снимается в одной из главных ролей телесериала «Физика или химия» телеканала Antena 3 в качестве протагониста Горки Мартинеса. Обращая внимание на подростковые проблемы, такие как наркотики, лекарственная зависимость, анорексия и сексуальная ориентация, этот сериал вызвал много полемики. Коллега Езерского, актёр Хавьер Кальво, заявил, что он рассматривал вопросы, затронутые в сериале, как «реально существующие проблемы».
В 2009 году Езерский снимался в противопоставление персонажам актёров Antonio de la Torre, Raúl Arévalo и Вероники Санчес в фильме «Gordos». В 2010 году Адам Езерский сыграл в главной роли в фильме «Неудовлетворённое сексуальное напряжение».
В этом же году принимал участие в фильмах «Пересечение предела», «Animales domésticos», «Слово», и последний отснятый ТВ-фильм «Буря» Antena 3, который до сих пор не вышел.
В 2011 году возвращается на телевидение и принимает участие в эпизоде «Ангела или демона» и возвращается к «Физике или химии», чтобы отметить конец сериала с остальными товарищами по команде. Он также принимал участие при родах Паулы в двух последних сериях 6-го сезона. Также принимал участие в адаптации «Cheers» для Telecinco, который был отменен по низким рейтингам.
Недавно он подтвердил своё участие в комедии Antena 3, «Con el culo al aire» на 2012 год, которая будет выпущена в ближайшее время.

## Фильмография
| Телевизионные   | Телевизионные                            | Телевизионные             | Телевизионные                                                      |  |  |
| Год             | Название                                 | Роль                      | Примечания                                                         |  |  |
| --------------- | ---------------------------------------- | ------------------------- | ------------------------------------------------------------------ |  |  |
| 2007            | Центральная больница                     | Антонио                   | 1 эпизод («De repente la risa se hizo llanto»)                     |  |  |
| 2007            | Cuéntame cómo pasó                       | Санти                     | 2 эпизода («Más dura será la caída», «Últimas tardes con Minerva») |  |  |
| 2007            | Вопросы о сексе                          |                           | 1 эпизод                                                           |  |  |
| 2008—2010, 2011 | Физика или химия                         | Горка Мартинес            | Главная роль (52 эпизода)                                          |  |  |
| 2011            | Ангел или демон                          | Йонас                     | Эпизодическая роль 2x01 «Los amigos siempre cerca»                 |  |  |
| 2011 — 2012     | Cheers (España)                          | Юрий Семёнов              | Главная роль                                                       |  |  |
| 2011            | Зал наказания                            |                           | Веб-сериал                                                         |  |  |
| 2012            | Con el culo al aire                      | Хавьер 'Хави' Колменарехо |                                                                    |  |  |
| Кинофильмы      |                                          |                           |                                                                    |  |  |
| Год             | Название                                 | Роль                      | Примечания                                                         |  |  |
| 2003            | Мечты                                    | эпизодическая роль        | короткометражный                                                   |  |  |
| 2004            | Семь                                     | эпизодическая роль        | короткометражный                                                   |  |  |
| 2009            | Gordos                                   | Луис                      | Второстепенная роль                                                |  |  |
| 2010            | Неудовлетворённое сексуальное напряжение | Нико                      | Главная роль                                                       |  |  |
| 2010            | Пресечение предела                       | Миге                      | Главная роль                                                       |  |  |
| 2010            | Animales domésticos                      | Дани                      | Главная роль                                                       |  |  |
| 2011            | Вербо                                    | Фоко                      | Главный герой                                                      |  |  |
| 2011            | Буря                                     | Лео                       | ТВ                                                                 |  |  |
| 2011            | Вернутся ночью                           | Пабло                     | короткометражный                                                   |  |  |
| 2011            | Vado Permanente                          |                           | короткометражный                                                   |  |  |